# William Sealy Gosset
William Sealy Gosset (Canterbury, 13 giugno 1876 – Beaconsfield, 16 ottobre 1937) è stato uno statistico inglese, meglio noto in statistica come lo Student del t di Student.

## Vita e carriera
Gosset nasce nel 1876 a Canterbury e muore nel 1937 a Londra.
Comincia il suo percorso formativo a Winchester e studia poi chimica e matematica al New College di Oxford.
Diversamente dagli altri suoi colleghi statistici famosi, Gosset non intraprende la carriera accademica, ma lavora presso la celebre fabbrica di birra Guinness, dove elabora la mole di dati disponibili. Conclude la sua carriera gestendo dal 1935 la nuova birreria Guinness di Londra.
Presso Guinness si rende presto conto che le condizioni con le quali vengono raccolti i dati (temperatura, umidità, origine del malto) cambiano di continuo e il fatto di averne pochi con le stesse condizioni sperimentali non consente di applicare il teorema del limite centrale che permette di far riferimento alla distribuzione gaussiana nei vari test statistici.
Nel 1904 mette in dubbio un teorema (di Airy o Merriman) sulla varianza di una somma, secondo il quale {\displaystyle Var(X\pm Y)=Var(X)+Var(Y)} per quei casi in cui vi è una correlazione tra {\displaystyle X} e {\displaystyle Y}. Infatti: 
{\displaystyle Var(X\pm Y)=Var(X)+Var(Y)\pm 2Cov(X,Y)}
in cui {\displaystyle Cov(X,Y)} è la covarianza tra le variabili {\displaystyle X} e {\displaystyle Y}.
Nel 1905 conosce Karl Pearson con il quale si instaura un legame di amicizia. Grazie a questo può passare un anno sabbatico (a.a.1906-07) presso i laboratori di biometria dell'University College di Londra, diretti da Pearson.
Nel 1907 dimostra la convergenza di una distribuzione binomiale verso una distribuzione di Poisson e si fa notare così dalla comunità scientifica.
Nel 1908 pubblica con lo pseudonimo Student (passato alla storia della statistica)
l'articolo nel quale determina i momenti di {\displaystyle s^{2}={\frac {\sum {(x_{i}-media(X))^{2}}}{n}}} dimostrando la distribuzione di {\displaystyle t={\frac {media(X)}{s^{2}}}}, oggi nota come distribuzione t di Student, e che non vi è correlazione tra {\displaystyle media(X)} e {\displaystyle s^{2}}.
Gosset dovette usare uno pseudonimo poiché la fabbrica Guinness presso la quale lavorava vietava la pubblicazione di articoli per evitare la divulgazione dei segreti di produzione della birra.
Nel 1909 determina la celebre formula {\displaystyle var(media)={\frac {\sigma ^{2}}{n}}(1+(n-1)\rho )} per la varianza di una media di variabili correlate tra di loro. 
Oltre che con i suoi scritti, Gosset ha influenzato i lavori di altri statistici come ad esempio Egon Pearson (figlio di Karl Pearson) o Jerzy Neyman ponendo le basi per i test di verifica d'ipotesi.

## Alcune sue pubblicazioni
- The application of the law of error to the work of the Brewery (1904, nota interna presso Guinness)
- On the error of counting with hæmacytometer (1907) nel quale si dimostra la convergenza della binomiale verso la poissoniana
- The probable error of a mean (1908)
- Probable error of a correlation coefficient (1908)
- The distribution of the means of samples which are not drawn at random (1909)
- An experimental determination of the probable error of Dr Spearman's correlation coefficients, in Biometrika, 1909